# دیلز هامیک
دیلز هامیک (انگلیسی: Dalziel Hammick؛ ۸ مارس ۱۸۸۷ – ۱۷ اکتبر ۱۹۶۶) شیمیدان اهل انگلستان بود. شهرت وی به دلیل کشف واکنش هامیک در شیمی آلی است.